# سامي عبد الحميد
سامي عبد الحميد (1928-2019) هو كاتب وممثل ومخرج عراقي من مواليد السماوة عام 1928، وهو أستاذ متمرس في العلوم المسرحية بكلية الفنون الجميلة جامعة بغداد.
لقب بعميد المسرح العراقي

## حياته
ولد في مدينة السماوة جنوب العراق والده عبد الحميد كان مديرا للمال في الحكومة العراقية، كانت المرة الأولى التي اعتلى فيها خشبة المسرح في مدينة تكريت، عندما كان طالبا في متوسطة التفيّض الأهلية بعد أن لعب دورا في مسرحية "البخيل" للشاعر الفرنسي موليير، ولبراعة
أكمل دراسته الإعدادية في مدينة الديوانية، وأكمل الحقوق في بغداد،
درّس العلوم المسرحية في كلية الفنون الجميلة بجامعة بغداد، حاصل على ليسانس الحقوق ودبلوم من الأكاديمية الملكية لفنون الدراما في لندن وماجستير في العلوم المسرحية من جامعة أوريغون في الولايات المتحدة. شغل منصب رئيس اتحاد المسرحيين العرب وعضو لجنة المسرح العراقي وعضو المركز العراقي للمسرح ونقيب سابق للفنانين العراقيين 

### حياته الأسرية
تزوج من الممثلة فوزية عارف، وابنته الإعلامية أسيل عبد الحميد 

## مشواره المهني
انضم لفرقة المسرح الحديث من وقت تأسيسها في عام 1959، وشارك في أغلب أعمالها في الإخراج والتمثيل. ألّف عدة كتب تخص الفن المسرحي منها: فن الإلقاء، وفن التمثيل، وفن الإخراج. 
ترجم عدة كتب تخص الفن المسرحي منها: العناصر الأساسية لإخراج المسرحية لألكسندر دين، وتصميم الحركة لأوكسنفورد، والمكان الخالي لبروك.
كتب عشرات البحوث من أهمها: الملامح العربية في مسرح شكسبير، والسبيل لإيجاد مسرح عربي متميز، والعربية الفصحى والعرض المسرحي، وصدى الاتجاهات المعاصرة في المسرح العربي.
شارك في عدة مهرجانات مسرحية ممثلا ومخرجا أو ضيفا منها: مهرجان قرطاج، ومهرجان المسرح الأردني، ومهرجان ربيع المسرح في المغرب ومهرجان كونفرسانو في إيطاليا ومهرجان جامعات الخليج العربي وأيام الشارقة المسرحية.
من أشهر أعماله الإخراجية المسرحية: ثورة الزنج، وملحمة كلكامش، وبيت برناردا، وألبا، وأنتيغوني، والمفتاح، وفي انتظار غودو، وعطيل في المطبخ، وهاملت عربيا، والزنوج، والقرد كثيف الشعر.

## افلامه السينمائية
- فيلم (من المسؤول؟ - 1956) إخراج: عبد الجبار ولي.
- فيلم (نبوخذ نصر 1962) إخراج: كامل العزاوي. (أول فيلم عراقي ملون).
- فيلم (المنعطف 1975) إخراج: جعفر علي.
- فيلم (الأسوار 1979) إخراج: محمد شكري جميل.
- فيلم (المسألة الكبرى (فيلم) 1982) إخراج: محمد شكري جميل.
- فيلم (الفارس والجبل 1987) إخراج: محمد شكري جميل.
- فيلم (كرنتينا) للمخرج: عدي رشيد.

## المسرحيات التي مثلها
- مسرحية (النخلة والجيران) للمخرج المسرحي الراحل: قاسم محمد.
- مسرحية (بغداد الأزل بين الجد والهزل) للمخرج المسرحي الراحل: قاسم محمد.
- مسرحية (الإنسان الطيب) للمخرج المسرحي الراحل: عوني كرومي.
- مسرحية (انسو هيروسترات) لمؤلفها العالمي: غريغوري غورين - إخراج: فاضل خليل.
- مسرحية (قمر من دم) إخراج: فاضل خليل
- مسرحية (غربة): إخراج كريم خنجر

## في التلفزيون
- مسلسل «النسر وعيون المدينة» عام 1983
- مسلسل «رجال الظل» عام 1997
- مسلسل «أبو جعفر المنصور» عام 1998
- مسلسل أشهى الموائد في مدينة القواعد عام 1999
- مسلسل الإمام الشافعي عام 2002

## جوائز وتكريمات
حصل على الكثير من الجوائز والأوسمة منها: جائزة التتويج من مهرجان قرطاج، ووسام الثقافة التونسي من رئيس جمهورية تونس، وجائزة الإبداع من وزارة الثقافة والإعلام العراقية، وجائزة أفضل ممثل في مهرجان بغداد للمسرح العربي الأول، وجائزة التجريب من مهرجان المسرح التجريبي بالقاهرة.

## وفاته
توفي صباح الأحد 29 سبتمبر 2019 في العاصمة الأردنية عمان عن عمر ناهز الواحد والتسعين عاما، بعد صراع مع المرض

## روابط خارجية
- سامي عبد الحميد على موقع قاعدة بيانات الأفلام العربية